# L-Inħawi tax-Xlendi u tal-Wied tal-Kantra
L-Inħawi tax-Xlendi u tal-Wied tal-Kantra este o arie protejată (arie specială de conservare — SAC, sit de importanță comunitară — SCI) din Malta întinsă pe o suprafață de 296,29 ha, integral pe uscat.

## Localizare
Centrul sitului L-Inħawi tax-Xlendi u tal-Wied tal-Kantra este situat la coordonatele 36°01′50″N 14°13′38″E / 36.0306°N 14.2272°E.

## Înființare
Situl L-Inħawi tax-Xlendi u tal-Wied tal-Kantra a fost declarat sit de importanță comunitară în aprilie 2004 pentru a proteja 5 specii de plante și 16 specii de animale. Situl a fost protejat și ca arie specială de conservare în decembrie 2016.

## Biodiversitate
Situată în ecoregiunea mediteraneană, aria protejată conține 5 habitate naturale: Faleze cu vegetație de Limonium spp. endemic de pe coastele mediteraneene, Iazuri temporare mediteraneene, Tufărișuri termo-mediteraneene și de pre-deșert, Phrygana endemică cu Euphorbio-Verbascion, Pante stâncoase calcaroase cu vegetație casmofită.
La baza desemnării sitului se află mai multe specii protejate:
- plante (5): Cremnophyton lanfrancoi, Elatine gussonei, Hyoseris frutescens, Linaria pseudolaxiflora, Palaeocyanus crassifolius
- păsări (14): pescăruș albastru (Alcedo atthis), ciocârlie-cu-degete-scurte (Calandrella brachydactyla), Calonectris diomedea, Cettia cetti, presură sură (Emberiza calandra), găinușă de baltă (Gallinula chloropus), stârc pitic (Ixobrychus minutus), pescăruș argintiu (Larus cachinnans), mierlă albastră (Monticola solitarius), stârc de noapte (Nycticorax nycticorax), grangur (Oriolus oriolus), viespar (Pernis apivorus), Puffinus yelkouan, Sylvia conspicillata
- mamifere (2): liliac cu urechi de șoarece (Myotis blythii), liliacul mic cu potcoavă (Rhinolophus hipposideros)